# Nörtringeni repülőtér
A Noertrangei repülőtér (ICAO: ELNT) Luxemburg egyik repülőtere, amely Noertrange közelében található. A repülőtérnek mindössze egy füves kifutópályája van.

## Képek

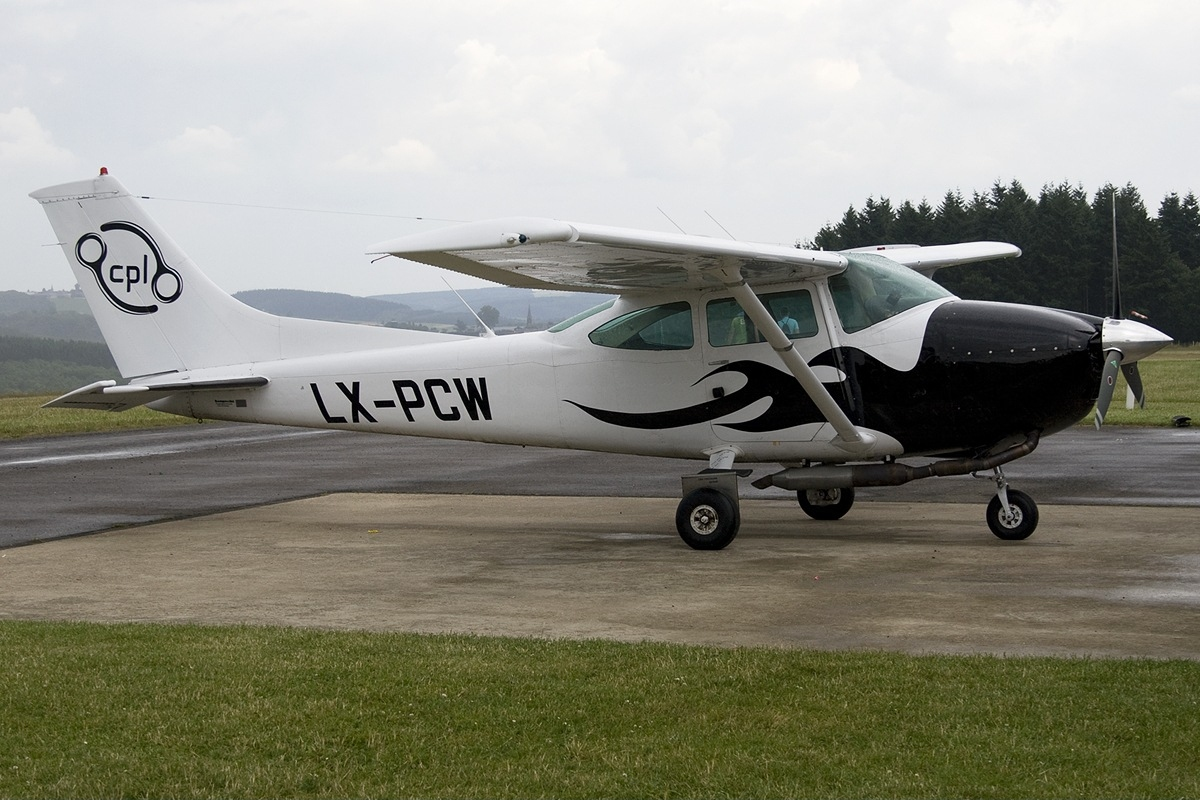
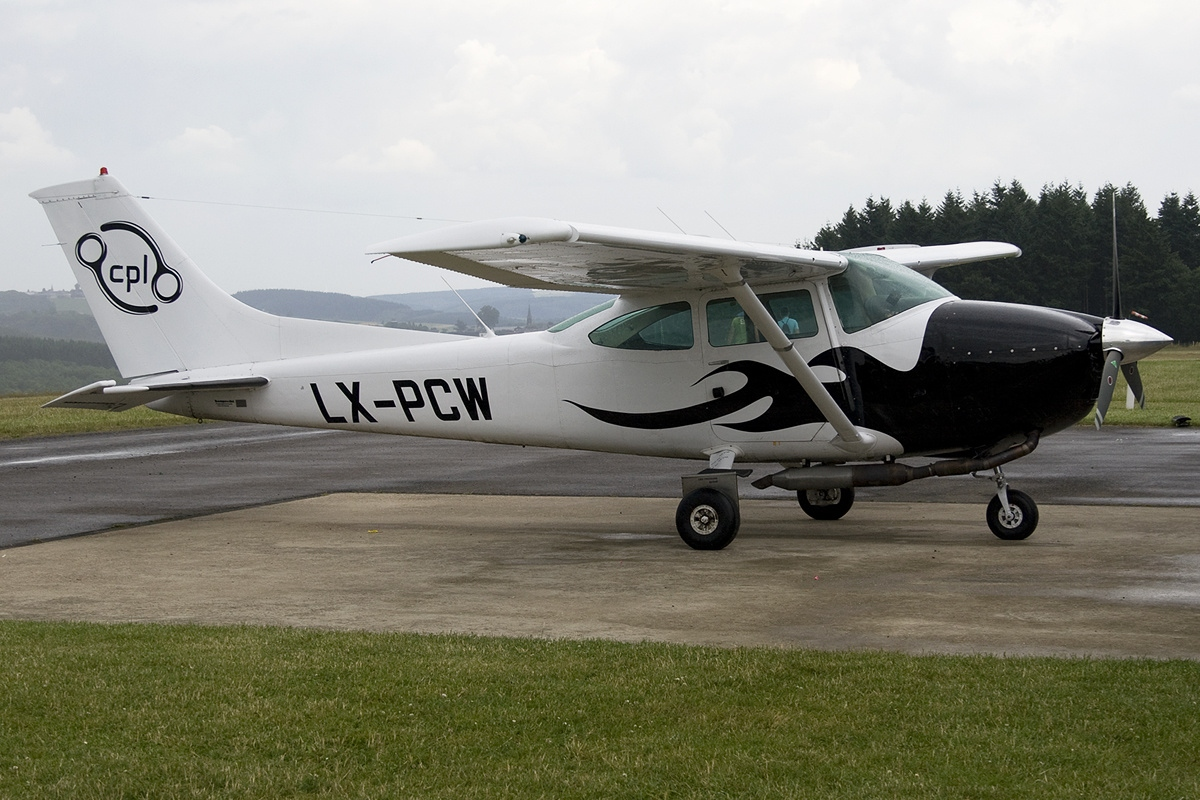
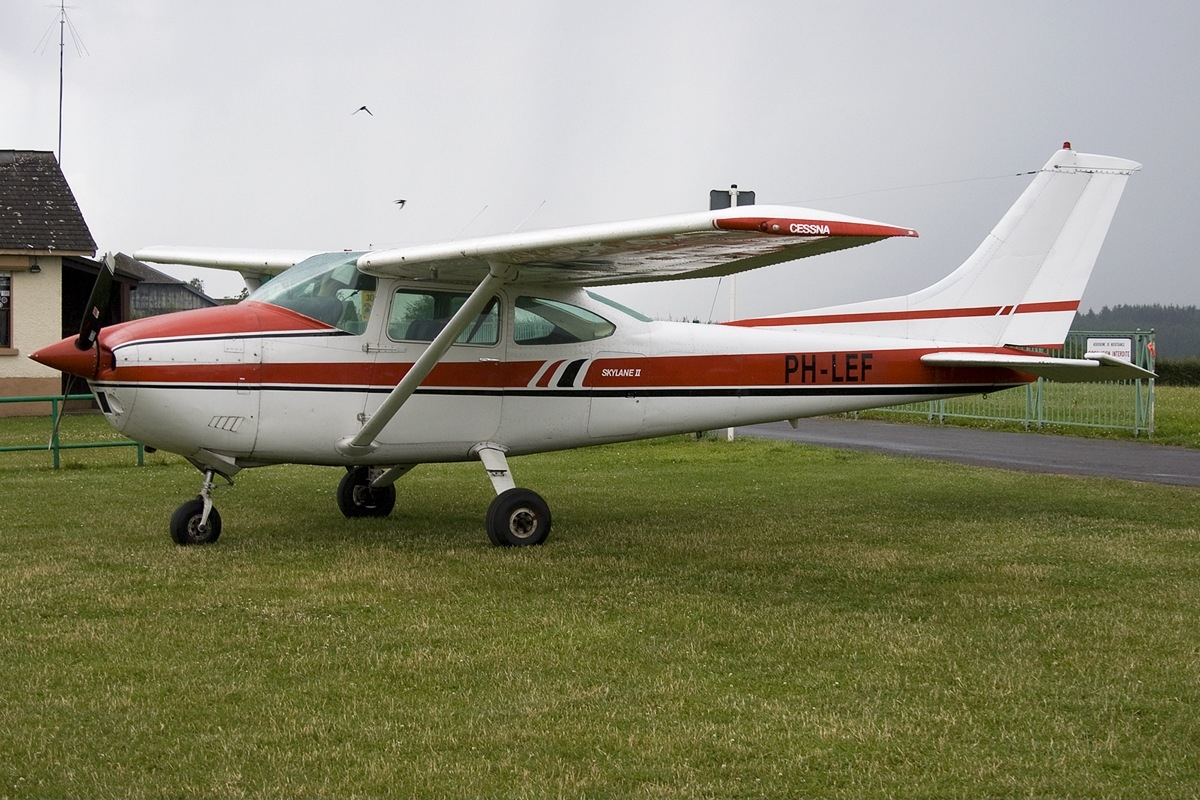
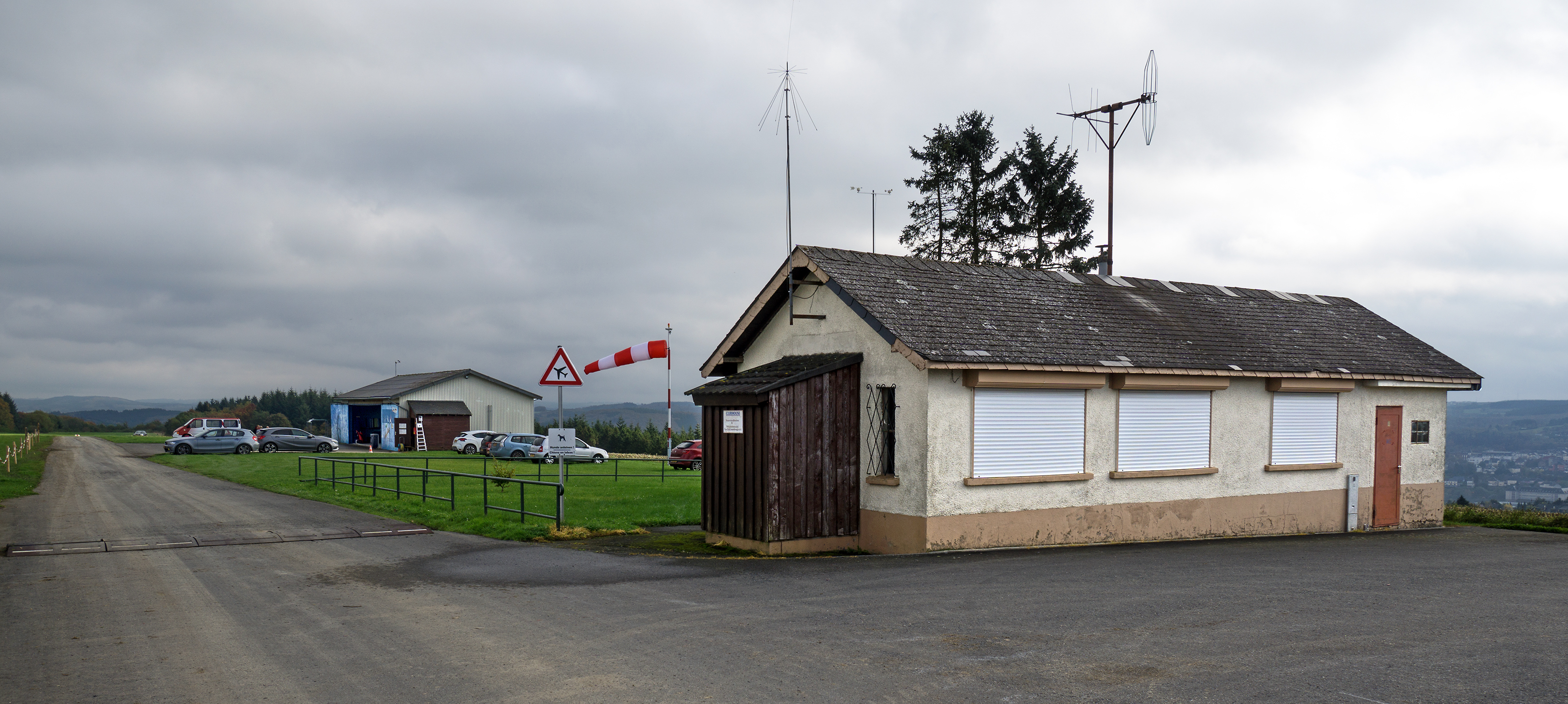